# Generation (programma televisivo)
Generation è stato un quiz televisivo svizzero in onda dal 2009 al 2013, condotto da Fabrizio Casati. Durante le prime 2 edizioni è stato trasmesso alle 20:40 dal lunedì al sabato, mentre dalla terza viene trasmesso solo il sabato sempre alle 20:40 su LA1.
Il gioco coinvolge tre concorrenti di una stessa famiglia, rappresentanti ciascuno una generazione diversa.

## Svolgimento
- Presentazione della nuova famiglia
- Data la storia: i concorrenti devono indovinare la data relativa a vari fatti di cronaca ticinese o più frequentemente internazionale con tre anno di scarto. Si vincono 100 franchi ad ogni risposta esatta.
- Sacchetto magico: i concorrenti devono indovinare il contenuto di un sacchetto. Si vincono 100 franchi se viene indovinato o 200 se inoltre chi risponde è della stessa generazione della dati di lancio dell'oggetto contenutop nel sacchetto.
- Ghettoblaster: i concorrenti devono indovinare la data di uscita di vari brani musicali. Si vincono 100 franchi ad ogni risposta esatta.
- Mimo: uno dei concorrenti deve mimare un titolo di un film e gli altri due lo devono indovinare. Si vincono 100 franchi se il titolo del film viene indovinato.
- Indovina chi: uno dei concorrenti deve risponde alle domande degli altri due e talvolta del pubblico con sì/no/forse per far indovinare un personaggio famoso. Si vincono 100 franchi se il personaggio viene indovinato.
- Vero non vero:  il conduttore fa 15 affermazioni chiedendo a ruota a ciascun concorrente di rispondere con vero o con non vero. Se a tutte le 15 affermazioni viene risposto correttamente, la somma precedente accumulata raddoppia.